# پیتر استراوسن
سِر پیتر فردریک استراوسن (به انگلیسی: Peter Fredrick Strawson) (۲۰۰۶–۱۹۱۹)، که معمولاً از او به صورتِ پی. اف. استراسن یاد می‌شود، فیلسوفی بریتانیایی و استاد دانشگاه آکسفورد بود. شهرت اولیهٔ استراوسن بابت نقد او (۱۹۵۰) بر نظریهٔ وصف‌های راسل بود. مقالهٔ او با عنوان «آزادی و انزجار» (۱۹۶۲) از آثار کلاسیک در بحث جبرگرایی و اختیار است.

## آثار
- On referring (1950), Mind, 59: 320-344.
- (with H.P. Grice) (1956) In defense of a dogma. The Philosophical Review, 65: 141-158).
- (1959) Individuals. Methuen.
- (1962) Freedom and resentment. Proceedings of the British Academy, 48: 1-25
- (1966) The Bounds of Sense. Methuen.

## دربارهٔ استراوسن
- L.E. Hahn, ed. (1998). The Philosophy of P.F. Strawson. Open Court.
- Paul Snowdon (2015). Peter Fredrick Strawson. Stanford Encylopedia of Phlosophy.